# Svenstorp, Ystads kommun
Svenstorp är en småort i Stora Köpinge distrikt i Ystads kommun, Skåne län. Några av husen i norr ligger i Tomelilla kommun. Orten ligger längs järnvägen mellan Ystad och Tomelilla (numera Österlenbanan). 1865–1969 fanns Svenstorps järnvägsstation här, anlagd som station för kyrkbyn Stora Köpinge en dryg kilometer längre söderut.
Söder och öster om stationen uppstod ett smärre stationssamhälle, vars bebyggelse fördelar sig på två dussin tomter väster om järnvägen, söder om den f.d. stationen, samt merparten mellan järnvägen och landsvägen från Övraby till Glemmingebro.
Vid Nybroån, som rinner väster om orten Svenstorp, ligger den byggnadsminnesförklarade Svenstorps mölla. 

## Befolkningsutveckling
| Befolkningsutvecklingen i Svenstorp 1990–2015 | Befolkningsutvecklingen i Svenstorp 1990–2015 | Befolkningsutvecklingen i Svenstorp 1990–2015 | Befolkningsutvecklingen i Svenstorp 1990–2015 | Befolkningsutvecklingen i Svenstorp 1990–2015 |
| --------------------------------------------- | --------------------------------------------- | --------------------------------------------- | --------------------------------------------- | --------------------------------------------- |
|                                               |                                               |                                               |                                               |                                               |
| År                                            |                                               |                                               | Folkmängd                                     | Areal (ha)                                    |
| 1990                                          | 1990                                          |                                               | 72                                            | 8#                                            |
| 1995                                          | 1995                                          |                                               | 61                                            | 11#                                           |
| 2000                                          | 2000                                          |                                               | 85                                            | 11#                                           |
| 2005                                          | 2005                                          |                                               | 83                                            | 11#                                           |
| 2010                                          | 2010                                          |                                               | 99                                            | 13#                                           |
| 2015                                          | 2015                                          |                                               | 109                                           | 19#                                           |
| Anm.: # Som småort.                           |                                               |                                               |                                               |                                               |